# Trilobyte
Ne doit pas être confondu avec Trilobite.
Trilobyte est un studio de développement de jeux vidéo fondé en 1990. Il est basé à Medford (Oregon). 

## Histoire
Trilobyte a été fondé en 1990 par Graeme Devine et Rob Landeros avec la volonté de créer des jeux sur CD-ROM.
En 1993, l'entreprise connaît son premier succès avec The 7th Guest. Le jeu est un énorme succès avec plus de 2 millions d'exemplaires vendus. Il connaît une suite deux ans plus tard, The 11th Hour. En 1996 sort Clandestiny, un jeu dans le même genre de gameplay (Walking simulator) mais destiné au jeune public.
Rob Landeros dirige ensuite un projet intitulé Tender Loving Care qui sort finalement du giron Trilobyte à la suite du licenciement de l'intéressé,. Graeme Devine travaille quant à lui sur un jeu en ligne massivement multijoueur, Millenium.
Red Orb Entertainment, une filiale de Brøderbund, lance finalement en production deux projets de Devine partageant le même moteur : Assault! (un shoot 'em up en vue de dessus renommé par la suite Extreme Warfare) et Extreme Racing (un jeu de course renommé par la suite Baja 1000 Racing). Ils sont présentés lors de l'E3. En 1998, Brøderbund est racheté par The Learning Company qui annule les deux projets de Trilobyte.
La conséquence de ces annulations est la fermeture de Trilobyte en 1999.
L'entreprise renaît en novembre 2010 et porte The 7th Guest sur iOS. En 2011 sort le jeu standalone The 7th Guest: Infection, également sur iOS, et basé sur l'énigme du microscope du jeu original.
En 2013, l'entreprise a tenté - sans succès - de financer The 7th Guest 3 sur Kickstarter (le projet est notamment porté par Rob Landeros, de retour dans l'entreprise). Un autre financement participatif a été tenté sur Crowdtilt avec un objectif moins haut mais n'a pas n'ont plus porté ses fruits. Le projet a été annulé en juin 2014.

## Ludographie
- 1991 : Paganitzu Episodes 1-3
- 1993 : The 7th Guest
- 1995 : The 11th Hour
- 1996 : Clandestiny
- 1996 : Uncle Henry's Playhouse Fun
- 2011 : The 7th Guest: Infection
- 2012 : Tender Loving Care (portage iOS)